# For Me It's You
For Me It's You é o quinto álbum de estúdio da cantora canadense de country music Michelle Wright, sendo lançado em 27 de agosto de 1996 pela Arista Nashville. O cantor Raul Malo faz uma participação especial na música "Love Has No Pride".

## Faixas
1. "Nobody's Girl" (Gretchen Peters) - 3:19
2. "The Answer Is Yes" (Rodney Crowell) - 3:41
3. "We've Tried Everything Else" (Pam Tillis, Bob DiPiero, Steve Seskin) - 3:53
4. "I'm Not Afraid" (Dougie Pincock, Monty Powell, Debi Cochran, Anna Wilson) - 3:12
5. "What Love Looks Like" (Michelle Wright, Christi Dannemiller, Lisa Drew) - 3:18
6. "You Owe Me" (Craig Wiseman, Ronnie Samoset) - 3:28
7. "For Me It's You" (Marilyn Martin, Trey Bruce, Thom McHugh) - 3:19
8. "Cold Kisses" (Pam Tillis, Chapin Hartford) - 4:05
9. "Crank My Tractor" (Steven Dale Jones) - 3:02
10. "Love Has No Pride" (Eric Kaz, Libby Titus) - 3:57